# Semjon Aronowitsch Gerschgorin
Semjon Aronowitsch Gerschgorin  (russisch Семён Аронович Гершгорин; * 11. Augustjul. / 24. August 1901greg. in Pruschany, Russisches Kaiserreich; † 30. Mai 1933) war ein belarussisch-sowjetischer Mathematiker. International bekannt wurde er durch sein Theorem über die Gerschgorin-Kreise, welche die Eigenwerte einer Matrix einschließen.

## Leben
Er studierte seit 1923 am Petersburger Technologischen Institut und wurde 1930 Professor am Leningrader Maschinenbauinstitut. Er arbeitete in den mathematischen Teilgebieten der Algebra, der Funktionentheorie, der numerischen Mathematik und der Theorie der Differentialgleichungen.
Gerschgorin konstruierte einen Apparat zum Zeichnen von Ellipsen, von dem ein Exemplar im Deutschen Museum in München steht.